# Hylemeridia editorum
Hylemeridia editorum là một loài bướm đêm trong họ Geometridae.